# Chadchart Sittipunt
Chadchart Sittipunt (thaï : ชัชชาติ สิทธิพันธ์ุ; né le 24 mai 1966 à Bangkok) est un homme d'affaires, maître de conférences et docteur en ingénierie, et homme politique thaïlandais. 
En 2012, il est vice-ministre puis ministre des Transports dans le gouvernement de Yingluck Shinawatra jusqu'en 2014.
C'est aussi un membre influent du parti Pheu Thai de 2012 à 2019.
Il est élu gouverneur de Bangkok à l'issue de l'élection du 22 mai 2022 avec plus de 1 300 000 voix soit près de 52 % des voix, loin devant les 30 autres candidats,,,.

## Biographie

### Famille
Chatchat Sitthiphan est le troisième enfant de Général de police Sa-nae Sitthiphan, l'ancien sous-commissaire général de la police royale thaïlandaise, et de Jitcharung Kullawanit. Sa sœur, Preechaya Sittipunt, est ancienne enseignante  à L'université Chulalongkorn et docteur en architecture de Université de Californie à Berkeley , et son frère jumeau, Chanchai Sittipunt, est doyen de la Faculté de médecine à L'université Chulalongkorn,.

### Éducation
Il est scolarisé au lycée Triam Udom Suksa, puis il a obtenu sa licence génie civil avec une mention très bien à L'université Chulalongkorn. Ensuite, il a poursuivi ses études un master en ingénierie des structures à l'Institut de technologie du Massachusetts (MIT) et un doctorat en ingénierie à l'Université de l'Illinois à Urbana-Champaign, en recevant une bourse de la Fondation Ananda Mahidol en 1987. Plus tard, il a reçu le MBA de L'université Chulalongkorn.

## Résultats électoraux

### Locales

#### Gouverneur deBangkok

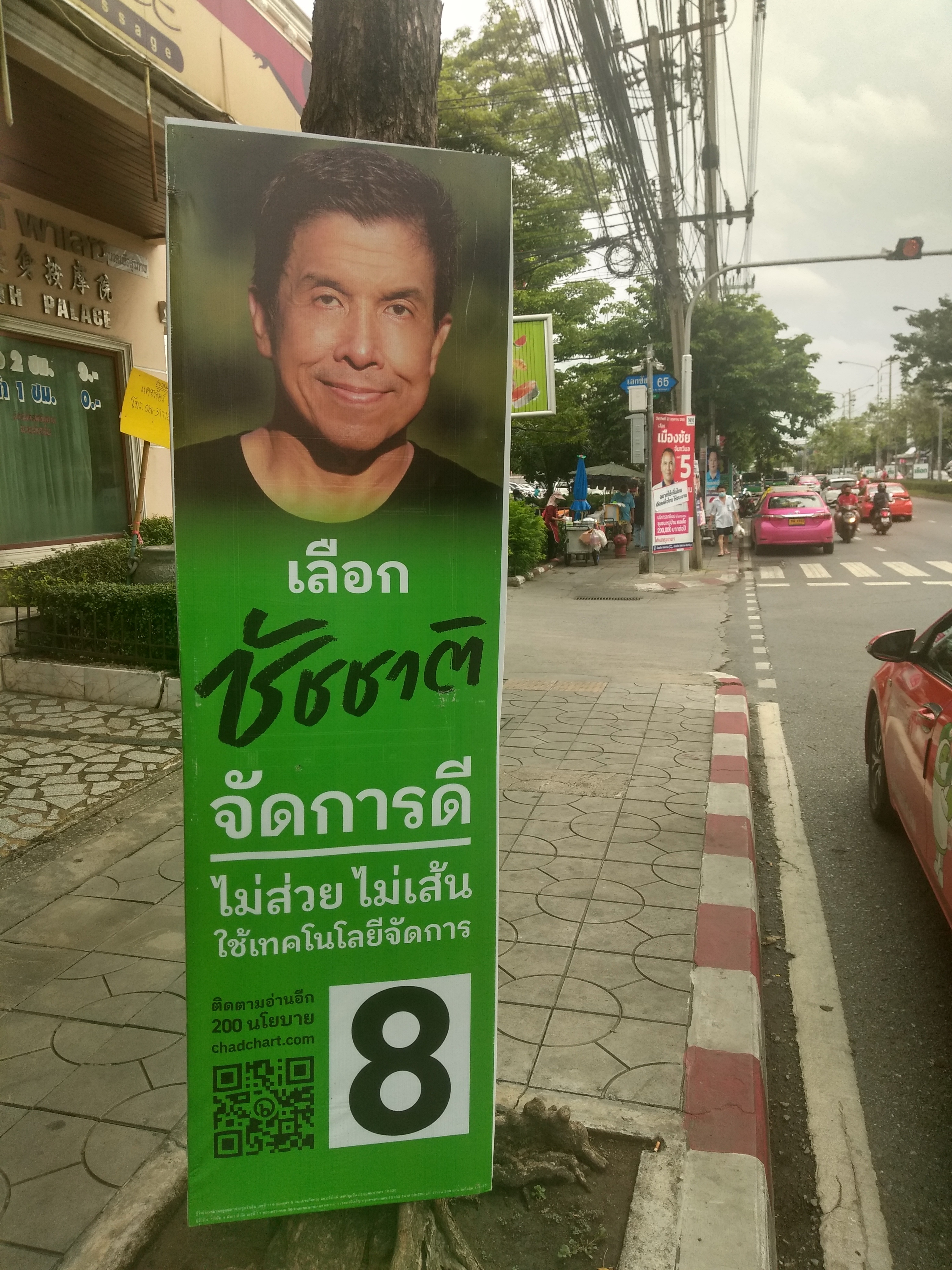
Une des pancartes officielles de Chadchart Sittipunt pour l'élection du gouverneur de Bangkok de 2022, dans la circonscription électorale de Bang Bon.

| Année | Voix      | %     | Rang | Issue |
| ----- | --------- | ----- | ---- | ----- |
| 2022  | 1 386 215 | 51,84 | 1er  | Élu   |